# クワドォー・ドゥアー
クワドォー・アンティー・ドゥアー（Kwadwo Antwi Duah、1997年2月24日 - ）は、スイスとガーナのサッカー選手。ポジションはフォワード。

## クラブ経歴
2016年7月30日、スイス・スーパーリーグのFCルガーノ戦でヨリック・ラヴェと交代しリーグ戦デビューを果たした。
2022年6月24日、1.FCニュルンベルクに移籍した。
2023年7月19日、PFCルドゴレツ・ラズグラドに移籍した。

## 代表経歴
2024年6月4日、エストニア戦でスイス代表デビューを果たした。
UEFA EURO 2024に選出